# Délégué au permis de conduire et à la sécurité routière
Le délégué au permis de conduire et à la sécurité routière, également appelé délégué à l'éducation routière ou DPCSR, est un fonctionnaire de catégorie A en France.

## Description
Il est notamment le responsable hiérarchique direct de tous les inspecteurs du permis de conduire et de la sécurité routière (IPCSR).
Les DPCSR ont un statut analogue aux Attachés d'Administration. Une centaine de DPCSR sont en activité en France en 2010.
Les plus petites circonscriptions gérées par un seul DPCSR en France métropolitaine sont les Ardennes et l'Orne avec 6 IPCSR. La plus grosse est celle du Nord composée de 52 IPCSR.
D'autres départements comprenant un petit effectif sont regroupés sous l'autorité d'un même DPCSR  : exemple la Haute Loire (5 IPCSR) avec le Cantal (3 IPCSR). 
À l'inverse, les départements à effectif très important (au-delà de 25 agents) peuvent être dotés de deux postes de délégués comme dans le Nord, le Rhône ou les Bouches-du-Rhône, ce deuxième délégué faisant office d'adjoint.
Les délégués sont recrutés par concours (externe ou interne) ou par liste d'aptitude.
Un diplôme de niveau II est exigé pour participer au concours. Le candidat doit détenir le permis de conduire et ne pas être en période probatoire.
Pour pouvoir accéder au concours interne, quatre ans de service public minimum sont requis.